# The Hunger (serie de televisión)
The Hunger es una serie de televisión británica de terror creada por Jeff Fazio, emitida de 1997 a 2000, inspirada en la película de Tony Scott titulada El ansia (cuyo título original en inglés es The Hunger).
Tony Scott y su hermano Ridley Scott son los productores de la serie, que han tenido estrellas invitada en la serie como Terence Stamp, que apareció en la primera temporada y David Bowie, que apareció en la segunda temporada. Otros actores notables que han aparecido en la serie son: Daniel Craig, Jason Scott Lee, Joanna Cassidy, Giovanni Ribisi, Eric Roberts, Jennifer Beals, Brad Dourif y Anthony Michael Hall.